# Ferenczy Béni
Ferenczy Béni (Szentendre, 1890. június 18. – Budapest, 1967. június 2.) kétszeres Kossuth-díjas magyar szobrász, éremművész, grafikus.

## Családja
Apja Ferenczy Károly festőművész, anyja Fialka Olga festőművész, Ferenczy Noémi gobelinművész ikertestvére. Bátyja, Ferenczy Valér szintén festőművész. Első házasságát Bécsben kötötte egy tanítványával, amelyből két gyermeke, egy lánya, aki aranyművesnek tanult, és akitől az unokái születtek, és a fia, Mátyás (1923–1943) született, aki német katonaként 20 évesen autóbalesetben halt meg. Első házassága válással végződött. Második feleségével, Plop Mária Erzsébettel, akit mindenki csak Erzsiként ismert, még Nagybányán ismerkedett meg. 1932-ben Moszkvában házasodtak össze. Az asszonynak az első házasságában született egy fia, Miklós, akitől hosszú időre elszakadt, mivel a válásukkor a bíróság az apának ítélte a gyermeket, viszont a volt férjet később a szovjet koncepciós perek idején kivégezték, ezért a fiút nevelőszülők nevelték a Szovjetunióban. Miklós 1956-ban láthatta újra édesanyját Budapesten.

## Élete
Ferenczy Béni szobrász, érmész, rajzművész, akvarellista, illusztrátor, művészeti író, a huszadik századi magyar művészet kiemelkedő egyénisége.
Tanulmányait a nagybányai festőiskolában kezdte, mestere Réti István volt. 1908–1909-ben Firenzében Joseph Beer tanítványa volt. Majd 1910–1911-ben a müncheni Akadémián Balthasar Schmitt, Émile Antoine Bourdelle, Alexander Archipenko növendéke lett. 1912–1913-ban Párizsban folytatta tanulmányait. 1919 után közel húsz évig kénytelen volt külföldön élni.
A Tanácsköztársaság idején aktívan részt vett a kulturális életben, bár a közkedvelt vélemények ellenére a Múzeumi és Művészeti Direktóriumnak nem lett tagja, emiatt emigrálnia kellett. Előbb Nagybányán, majd Pozsonyban, és Rózsahegyen élt, 1921-ben érkezett Bécsbe, ahol megnősült. 1922–1924-ben Berlinben és Potsdamban éltek. 1932-től 1935-ig Moszkvában tartózkodott. Majd újra Bécsbe költözött 1936-ban. Az Anschluss után 1938-ban hazatért Budapestre, de magyar állampolgárságát csak 1944-ben kapta vissza. A nyilaskeresztes hatalomátvétel után feleségével zsidókat bújtattak Budapesten, amiért 1990-ben a Jad Vasem posztumusz a Világ Igaza címmel tüntette ki őket.
1945–1950 között a Magyar Képzőművészeti Főiskola tanára volt. 1945-ben tagja lett a Kodály Zoltán vezette Művészeti Tanácsnak. 1947–1948-ban svájci és olaszországi utazásokat tett. Az 1950-es években könyvillusztrálásból élt. 1956-ban agyvérzést kapott és fél oldalára megbénult. Életének utolsó évtizedében bal kézzel mintázott.
Két héttel 77. születésnapja előtt, Budapesten halt meg. A Fiumei úti sírkertben, egy római szarkofágban nyugszik.

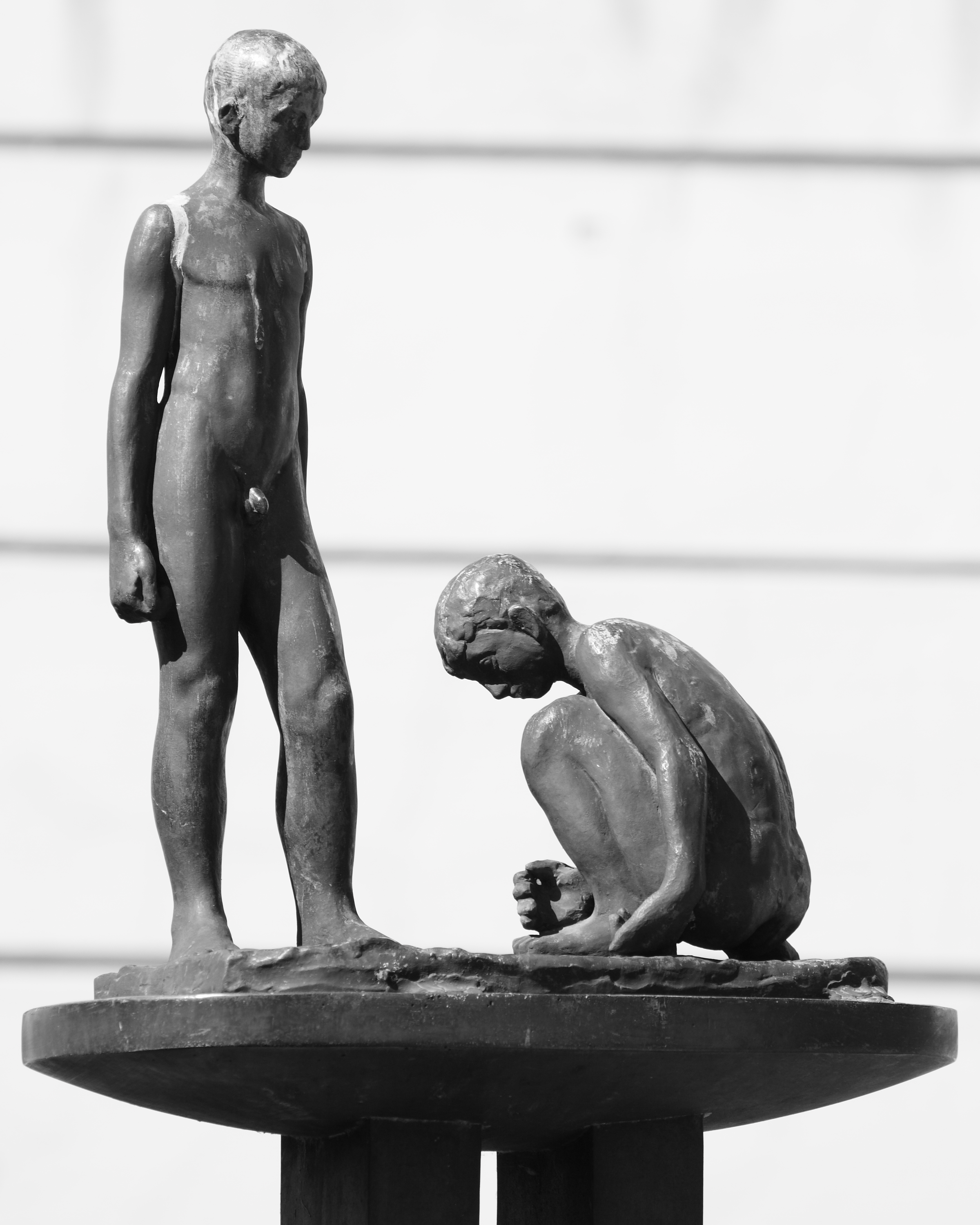
Ferenczy Béni: Játszó fiúk (1947)

## Munkássága
Ferenczy Béni pályája kezdetén kísérletező művész volt, közel állt hozzá a kubizmus és szecesszió. Szobrászatában később a klasszicista stílus dominált. Szobrai, kisplasztikái kiegyensúlyozottak, erőteljesek, közel állnak az archaikus görög szobrok világához. Alkotásai jellemzően az emberi testszerkezet hangsúlyozására és a mértani idomok kidomborítására épültek. Portréi lírai hangulatot árasztanak, érzelmeket sugároznak. Szobraiból árad a dinamizmus, kompozíciói szerkezetileg szigorúan felépítettek.
Grafikusként is a magyar rajzművészet legnagyobb képviselői közé tartozik, illusztrátorként is jelentős volt tevékenysége. Számos akvarellt is készített, főleg csendéleteket festett. Kisplasztikái monumentális kisugárzásúak. Éremművészete kiemelkedő. (Számos szobra és érme Szentendrén, a Ferenczy Múzeumban látható, de vannak művei a székesfehérvári Deák Gyűjteményben is). Írásai, a Tér és Formában, valamint a Magyar Művészet című folyóiratokban jelentek meg.

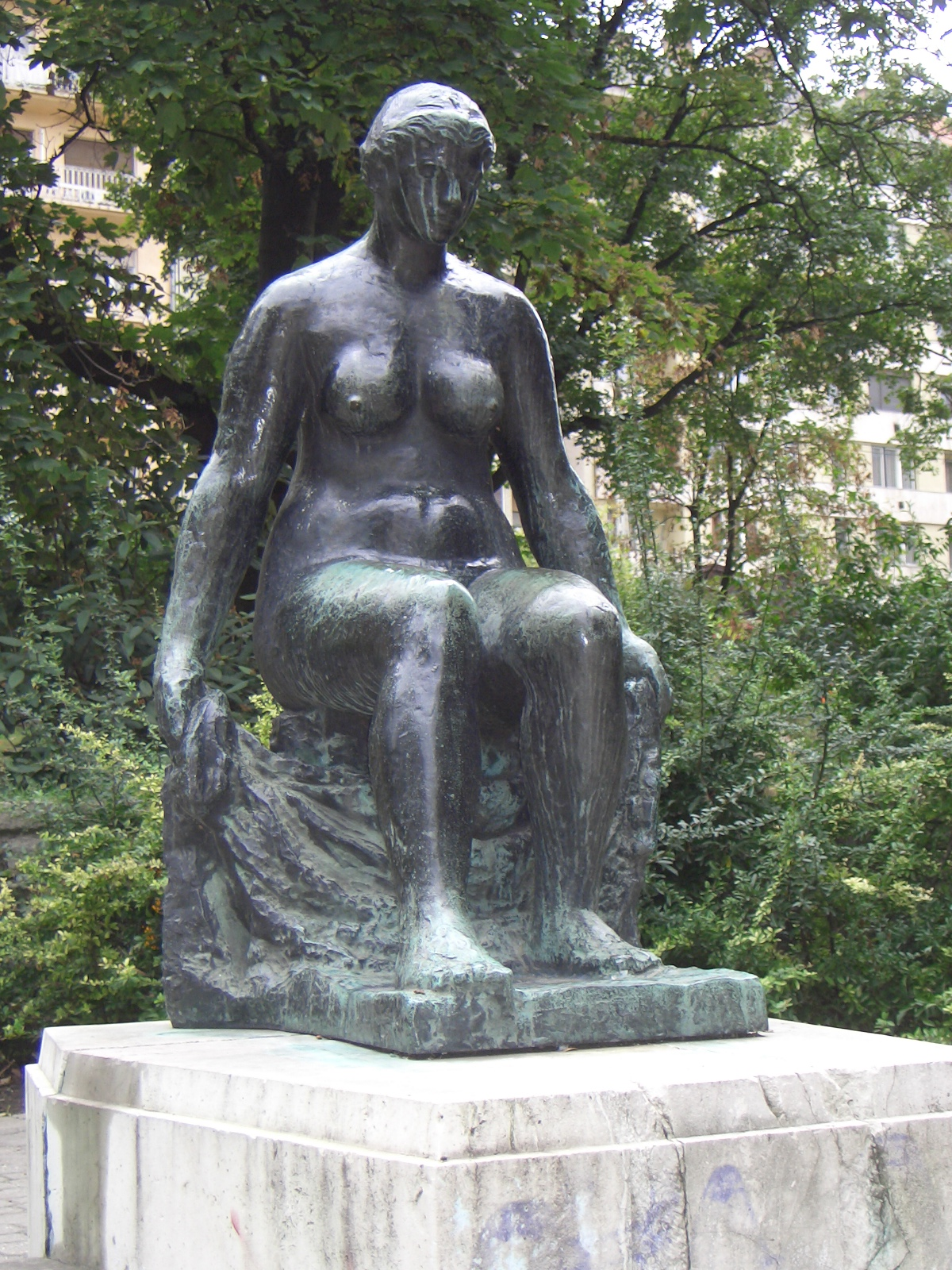
Ülő nő (bronz), 1961, Budapest, Horváth-kert

## Művek

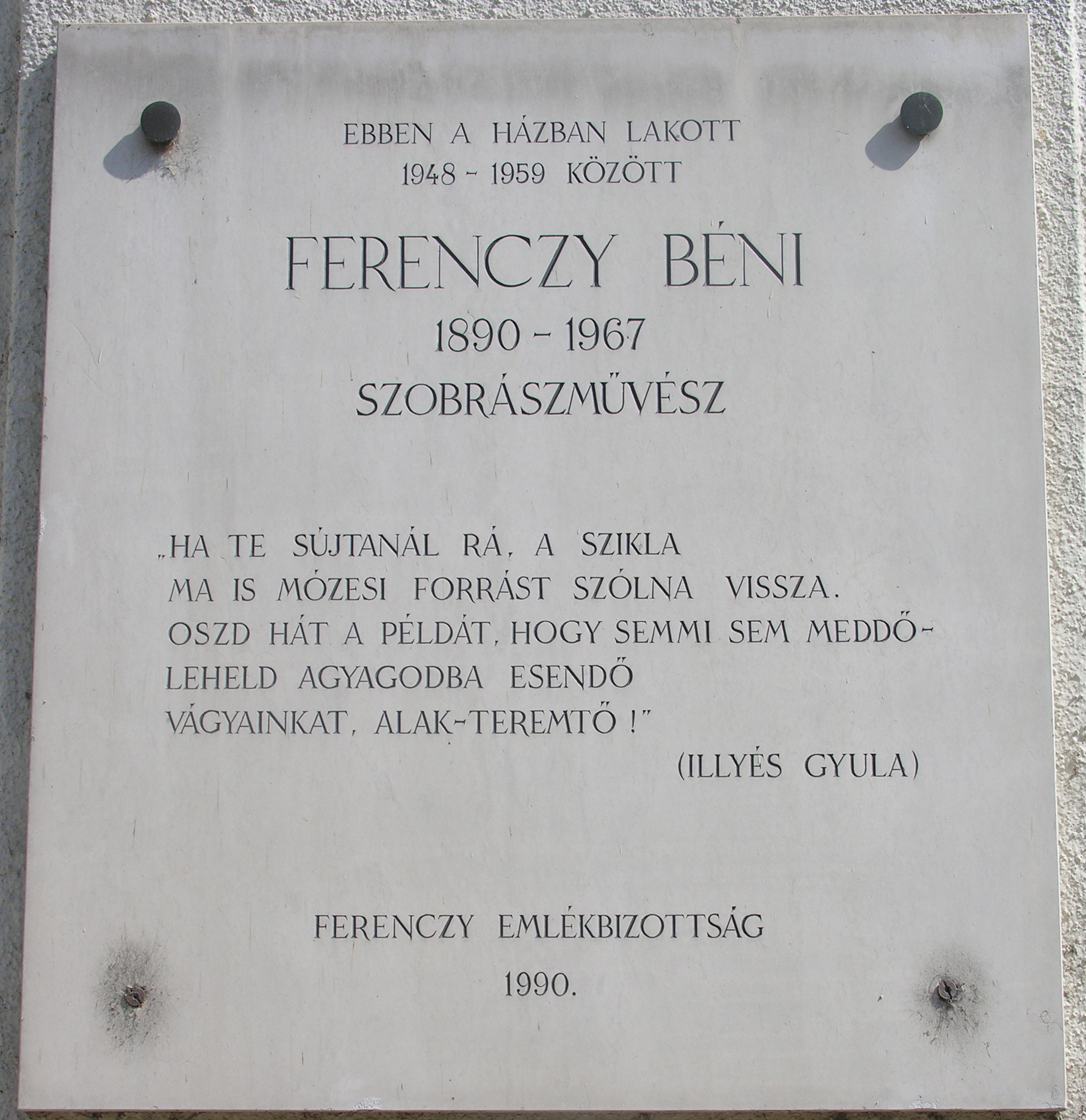
Ferenczy Béni emléktáblája egykori lakhelyén, a Jászai Mari tér 5. szám alatt

- Szent György, (kisbronz, 1913)
- Fiatal férfi, (1919)
- Aesopus, (1921)
- Roland, (1922)
- Anya gyermekével, (1923)
- Atalanta, (1937)
- Lépő nő, (1939)
- Paraszti Vénusz, (1941)
- Vetkőző nő, (1946)
- Ferencsik János (bronz, 1952, Balatonfüred)  és
- Játszó fiúk (bronz, 1947, Székesfehérvár, Lakatos utca)
- Ülő nő (bronz, 1961, Budapest, Horváth-kert)
- Petőfi (bronz, 1960, Gyula)
- Petőfi (bronz, 1970, Budapest, Károlyi kert  és

## Kiállítások
- 1916, Ernst Múzeum, Budapest
- 1918, Ernst Múzeum, Budapest
- 1920, Pozsony
- 1924, Sturm, Berlin
- 1936, Heck, Bécs
- 1937, Pozsony
- 1941, Ernst Múzeum, Budapest
- 1952, Fényes Adolf Terem, Budapest
- 1958, Brüsszeli világkiállítás, magyar pavilon
- 1959, Nemzeti Szalon (gyűjteményes), Keresztény Képtár, Esztergom
- 1963, Ferenczy Béni és kortársai, Künstlerhaus, Bécs
- 1964, Szent István Király Múzeum, Székesfehérvár
- 1965, Hága
- 1965, A huszadik század magyar művészete, Csók Képtár, Székesfehérvár
- 1966, Magyar szobrászat 1920–1945,
- 1967, A Gresham és köre. A huszadik század magyar művészete, Csók Képtár, Székesfehérvár
- 1967, Emlékkiállítás, Szent István Király Múzeum, Székesfehérvár
- 1971, I. Nemzetközi Kisplasztikai Biennálé, Műcsarnok, Budapest
- 1977, Magyar Művészet1945–1949
- 1977, A huszadik század magyar művészete, Csók Képtár, Székesfehérvár
- 1981, Az ötvenes évek. A huszadik század magyar művészete, Csók Képtár, Székesfehérvár
- 1982, Ferenczy Béni csendje, Sárvár
- 1991, Vigadó Galéria, Budapest

## Társasági tagság
- Gresham-kör

## Díjak

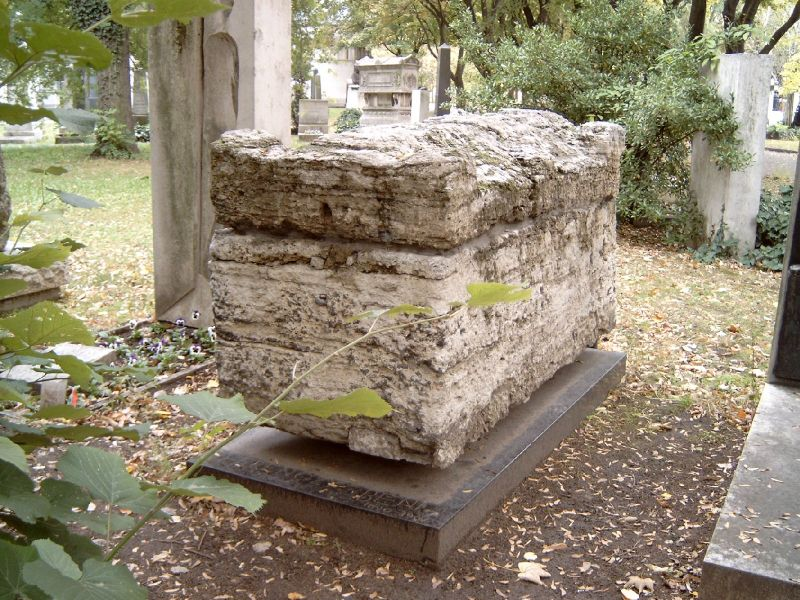
Ferenczy Béni sírja Budapesten.
Fiumei úti sírkert: 34/2-1-16

- Kossuth-díj (1948, 1965)
- Érdemes művész (1956)
- Kiváló művész (1958)
- Világ Igaza (1990)

## Emlékezete
Jelentős éremművészeti tevékenységére való tekintettel, tiszteletére a hazai éremművész közösség, róla nevezte el az Országos Érembiennálé nagydíját. Ferenczy Béni-díj

## Szépirodalom
- Halmos Antal. Kolja, a nép ellenségének fia (filmnovella) (magyar nyelven). Budapest: Ad Librum (2010). Hozzáférés ideje: 2018. január 26.